# Nhánh Thài lài
Trong phân loại thực vật, tên gọi commelinids, tạm dịch thành nhánh Thài lài, do tên gọi này có nguồn gốc từ chi Commelina chứa các loài thài lài, được hệ thống APG II năm 2003 sử dụng để chỉ một nhánh trong phạm vi thực vật một lá mầm của thực vật hạt kín. Nhánh Thài lài là nhánh duy nhất mà APG II đã đặt tên trong nhóm thực vật một lá mầm, phần còn lại của thực vật một lá mầm là một nhóm cận ngành, đôi khi được gọi là "thực vật một lá mầm cơ sở".
Nhánh Thài lài của APG II (2003) về cơ bản chứa cùng các loài thực vật như trong nhóm commelinoids của hệ thống APG năm 1998.

## Phân loại
Khái niệm commelinids lần đầu tiên được Armen Takhtajan công nhận như là một nhóm chính thức vào năm 1967, ông đặt tên nó là Commelinidae và gán nó làm phân lớp của lớp Liliopsida (thực vật một lá mầm). Tên gọi này cũng được sử dụng trong hệ thống Cronquist năm 1981. Tuy nhiên,khi công bố hệ thống phân loại năm 1980 thì Takhtajan đã hợp nhất phân lớp này trong phân lớp lớn hơn và không còn coi nó như là một nhánh.

### Hệ thống Takhtajan
Trong hệ thống Takhtajan người ta coi nó như là một trong sáu phân lớp của lớp Liliopsida. Nó bao gồm:
- Phân lớp Commelinidae
Liên bộ Bromelianae
Bộ Bromeliales
Bộ Velloziales
Liên bộ Pontederianae
Bộ Philydrales
Bộ Pontederiales
Bộ Haemodorales
Liên bộ Zingiberanae
Bộ Musales
Bộ Lowiales
Bộ Zingiberales
Bộ Cannales
Liên bộ Commelinanae
Bộ Commelinales
Bộ Mayacales
Bộ Xyridales
Bộ Rapateales
Bộ Eriocaulales
Liên bộ Hydatellanae
Bộ Hydatellales
Liên bộ Juncanae
Bộ Juncales
Bộ Cyperales
Liên bộ Poanae
Bộ Flagellariales
Bộ Restionales
Bộ Centrolepidales
Bộ Poales

### Hệ thống Cronquist
Hệ thống Cronquist coi nó như là một trong bốn phân lớp của lớp Liliopsida. Nó bao gồm:
- Phân lớp Commelinidae
Bộ Commelinales
Bộ Eriocaulales
Bộ Restionales
Bộ Juncales
Bộ Cyperales
Bộ Hydatellales
Bộ Typhales

### Hệ thống APG
Nhánh commelinids theo hệ thống APG III năm 2009:
- Họ Dasypogonaceae: Không đưa vào bộ nào.
- Bộ Arecales (cau, dừa)
- Bộ Commelinales (thài lài)
- Bộ Poales (cỏ, cói, bấc, dứa, nhiều loài ngũ cốc như lúa, lúa mì, ngô, mía)
- Bộ Zingiberales (các loài gừng, chuối)

## Phát sinh chủng loài
Cây phát sinh chủng loài của nhánh Thài lài so với các bộ thực vật một lá mầm khác lấy theo APG III.
|  | Dioscoreales |
|  |              |
|  | Pandanales   |
|  |              |

|  | Liliales                                                                   |
|  |                                                                            |
|  | \| \| Asparagales \| \| \| \| \| \| Commelinidae (commelinids) \| \| \| \| |
|  |                                                                            |
|  | Asparagales                                                                |
|  |                                                                            |
|  | Commelinidae (commelinids)                                                 |
|  |                                                                            |

|  | Asparagales                |
|  |                            |
|  | Commelinidae (commelinids) |
|  |                            |

|  | Dioscoreales |
|  |              |
|  | Pandanales   |
|  |              |

|  | Liliales                                                                   |
|  |                                                                            |
|  | \| \| Asparagales \| \| \| \| \| \| Commelinidae (commelinids) \| \| \| \| |
|  |                                                                            |
|  | Asparagales                                                                |
|  |                                                                            |
|  | Commelinidae (commelinids)                                                 |
|  |                                                                            |

|  | Asparagales                |
|  |                            |
|  | Commelinidae (commelinids) |
|  |                            |

|  | Dioscoreales |
|  |              |
|  | Pandanales   |
|  |              |

|  | Liliales                                                                   |
|  |                                                                            |
|  | \| \| Asparagales \| \| \| \| \| \| Commelinidae (commelinids) \| \| \| \| |
|  |                                                                            |
|  | Asparagales                                                                |
|  |                                                                            |
|  | Commelinidae (commelinids)                                                 |
|  |                                                                            |

|  | Asparagales                |
|  |                            |
|  | Commelinidae (commelinids) |
|  |                            |

|  | Dioscoreales |
|  |              |
|  | Pandanales   |
|  |              |

|  | Liliales                                                                   |
|  |                                                                            |
|  | \| \| Asparagales \| \| \| \| \| \| Commelinidae (commelinids) \| \| \| \| |
|  |                                                                            |
|  | Asparagales                                                                |
|  |                                                                            |
|  | Commelinidae (commelinids)                                                 |
|  |                                                                            |

|  | Asparagales                |
|  |                            |
|  | Commelinidae (commelinids) |
|  |                            |

|  | Dioscoreales |
|  |              |
|  | Pandanales   |
|  |              |

|  | Liliales                                                                   |
|  |                                                                            |
|  | \| \| Asparagales \| \| \| \| \| \| Commelinidae (commelinids) \| \| \| \| |
|  |                                                                            |
|  | Asparagales                                                                |
|  |                                                                            |
|  | Commelinidae (commelinids)                                                 |
|  |                                                                            |

|  | Asparagales                |
|  |                            |
|  | Commelinidae (commelinids) |
|  |                            |

|  | Dioscoreales |
|  |              |
|  | Pandanales   |
|  |              |

|  | Liliales                                                                   |
|  |                                                                            |
|  | \| \| Asparagales \| \| \| \| \| \| Commelinidae (commelinids) \| \| \| \| |
|  |                                                                            |
|  | Asparagales                                                                |
|  |                                                                            |
|  | Commelinidae (commelinids)                                                 |
|  |                                                                            |

|  | Asparagales                |
|  |                            |
|  | Commelinidae (commelinids) |
|  |                            |

|  | Dioscoreales |
|  |              |
|  | Pandanales   |
|  |              |

|  | Liliales                                                                   |
|  |                                                                            |
|  | \| \| Asparagales \| \| \| \| \| \| Commelinidae (commelinids) \| \| \| \| |
|  |                                                                            |
|  | Asparagales                                                                |
|  |                                                                            |
|  | Commelinidae (commelinids)                                                 |
|  |                                                                            |

|  | Asparagales                |
|  |                            |
|  | Commelinidae (commelinids) |
|  |                            |

|  | Dioscoreales |
|  |              |
|  | Pandanales   |
|  |              |

|  | Liliales                                                                   |
|  |                                                                            |
|  | \| \| Asparagales \| \| \| \| \| \| Commelinidae (commelinids) \| \| \| \| |
|  |                                                                            |
|  | Asparagales                                                                |
|  |                                                                            |
|  | Commelinidae (commelinids)                                                 |
|  |                                                                            |

|  | Asparagales                |
|  |                            |
|  | Commelinidae (commelinids) |
|  |                            |

|  | Dioscoreales |
|  |              |
|  | Pandanales   |
|  |              |

|  | Liliales                                                                   |
|  |                                                                            |
|  | \| \| Asparagales \| \| \| \| \| \| Commelinidae (commelinids) \| \| \| \| |
|  |                                                                            |
|  | Asparagales                                                                |
|  |                                                                            |
|  | Commelinidae (commelinids)                                                 |
|  |                                                                            |

|  | Asparagales                |
|  |                            |
|  | Commelinidae (commelinids) |
|  |                            |

|  | Dioscoreales |
|  |              |
|  | Pandanales   |
|  |              |

|  | Liliales                                                                   |
|  |                                                                            |
|  | \| \| Asparagales \| \| \| \| \| \| Commelinidae (commelinids) \| \| \| \| |
|  |                                                                            |
|  | Asparagales                                                                |
|  |                                                                            |
|  | Commelinidae (commelinids)                                                 |
|  |                                                                            |

|  | Asparagales                |
|  |                            |
|  | Commelinidae (commelinids) |
|  |                            |

|  | Dioscoreales |
|  |              |
|  | Pandanales   |
|  |              |

|  | Liliales                                                                   |
|  |                                                                            |
|  | \| \| Asparagales \| \| \| \| \| \| Commelinidae (commelinids) \| \| \| \| |
|  |                                                                            |
|  | Asparagales                                                                |
|  |                                                                            |
|  | Commelinidae (commelinids)                                                 |
|  |                                                                            |

|  | Asparagales                |
|  |                            |
|  | Commelinidae (commelinids) |
|  |                            |

|  | Dioscoreales |
|  |              |
|  | Pandanales   |
|  |              |

|  | Liliales                                                                   |
|  |                                                                            |
|  | \| \| Asparagales \| \| \| \| \| \| Commelinidae (commelinids) \| \| \| \| |
|  |                                                                            |
|  | Asparagales                                                                |
|  |                                                                            |
|  | Commelinidae (commelinids)                                                 |
|  |                                                                            |

|  | Asparagales                |
|  |                            |
|  | Commelinidae (commelinids) |
|  |                            |

|  | Dioscoreales |
|  |              |
|  | Pandanales   |
|  |              |

|  | Liliales                                                                   |
|  |                                                                            |
|  | \| \| Asparagales \| \| \| \| \| \| Commelinidae (commelinids) \| \| \| \| |
|  |                                                                            |
|  | Asparagales                                                                |
|  |                                                                            |
|  | Commelinidae (commelinids)                                                 |
|  |                                                                            |

|  | Asparagales                |
|  |                            |
|  | Commelinidae (commelinids) |
|  |                            |

|  | Dioscoreales |
|  |              |
|  | Pandanales   |
|  |              |

|  | Liliales                                                                   |
|  |                                                                            |
|  | \| \| Asparagales \| \| \| \| \| \| Commelinidae (commelinids) \| \| \| \| |
|  |                                                                            |
|  | Asparagales                                                                |
|  |                                                                            |
|  | Commelinidae (commelinids)                                                 |
|  |                                                                            |

|  | Asparagales                |
|  |                            |
|  | Commelinidae (commelinids) |
|  |                            |

|  | Dioscoreales |
|  |              |
|  | Pandanales   |
|  |              |

|  | Liliales                                                                   |
|  |                                                                            |
|  | \| \| Asparagales \| \| \| \| \| \| Commelinidae (commelinids) \| \| \| \| |
|  |                                                                            |
|  | Asparagales                                                                |
|  |                                                                            |
|  | Commelinidae (commelinids)                                                 |
|  |                                                                            |

|  | Asparagales                |
|  |                            |
|  | Commelinidae (commelinids) |
|  |                            |

|  | Dioscoreales |
|  |              |
|  | Pandanales   |
|  |              |

|  | Liliales                                                                   |
|  |                                                                            |
|  | \| \| Asparagales \| \| \| \| \| \| Commelinidae (commelinids) \| \| \| \| |
|  |                                                                            |
|  | Asparagales                                                                |
|  |                                                                            |
|  | Commelinidae (commelinids)                                                 |
|  |                                                                            |

|  | Asparagales                |
|  |                            |
|  | Commelinidae (commelinids) |
|  |                            |

Cây phát sinh chủng loài trong nội bộ nhánh Thài lài lấy theo APG III. Trong hệ thống APG IV năm 2016 thì họ Dasypogonaceae được xếp trong bộ Arecales.

|  | Poales                                                        |
|  |                                                               |
|  | \| \| Commelinales \| \| \| \| \| \| Zingiberales \| \| \| \| |
|  |                                                               |
|  | Commelinales                                                  |
|  |                                                               |
|  | Zingiberales                                                  |
|  |                                                               |

|  | Commelinales |
|  |              |
|  | Zingiberales |
|  |              |

|  | Poales                                                        |
|  |                                                               |
|  | \| \| Commelinales \| \| \| \| \| \| Zingiberales \| \| \| \| |
|  |                                                               |
|  | Commelinales                                                  |
|  |                                                               |
|  | Zingiberales                                                  |
|  |                                                               |

|  | Commelinales |
|  |              |
|  | Zingiberales |
|  |              |

## Mô tả
Các thành viên của nhánh commelinid có các vách tế bào chứa axit ferulic phát ra huỳnh quang UV.Harris, P.J.; Hartley, R.D. (1976). "Detection of bound ferulic acid in cell walls of the Gramineae by ultraviolet fluorescence microscopy". Nature. Quyển 259 số 5543. tr. 508–510. doi:10.1038/259508a0.